# Richard Heck
Richard Fred Heck (Springfield, 15 de agosto de 1931 - Manila, 10 de outubro de 2015) foi um químico estadunidense.
Notável pela descoberta e desenvolvimento da reação de Heck, que usa o metal paládio como catalisador de reações de compostos orgânicos combinando haloarenos com alcenos.
Foi laureado com o Nobel de Química, em 6 de outubro de 2010, juntamente com os químicos japoneses Ei-ichi Negishi e Akira Suzuki, por seu trabalho sobre reações de acoplamento em síntese orgânica catalisadas com paládio.